# Vegetação

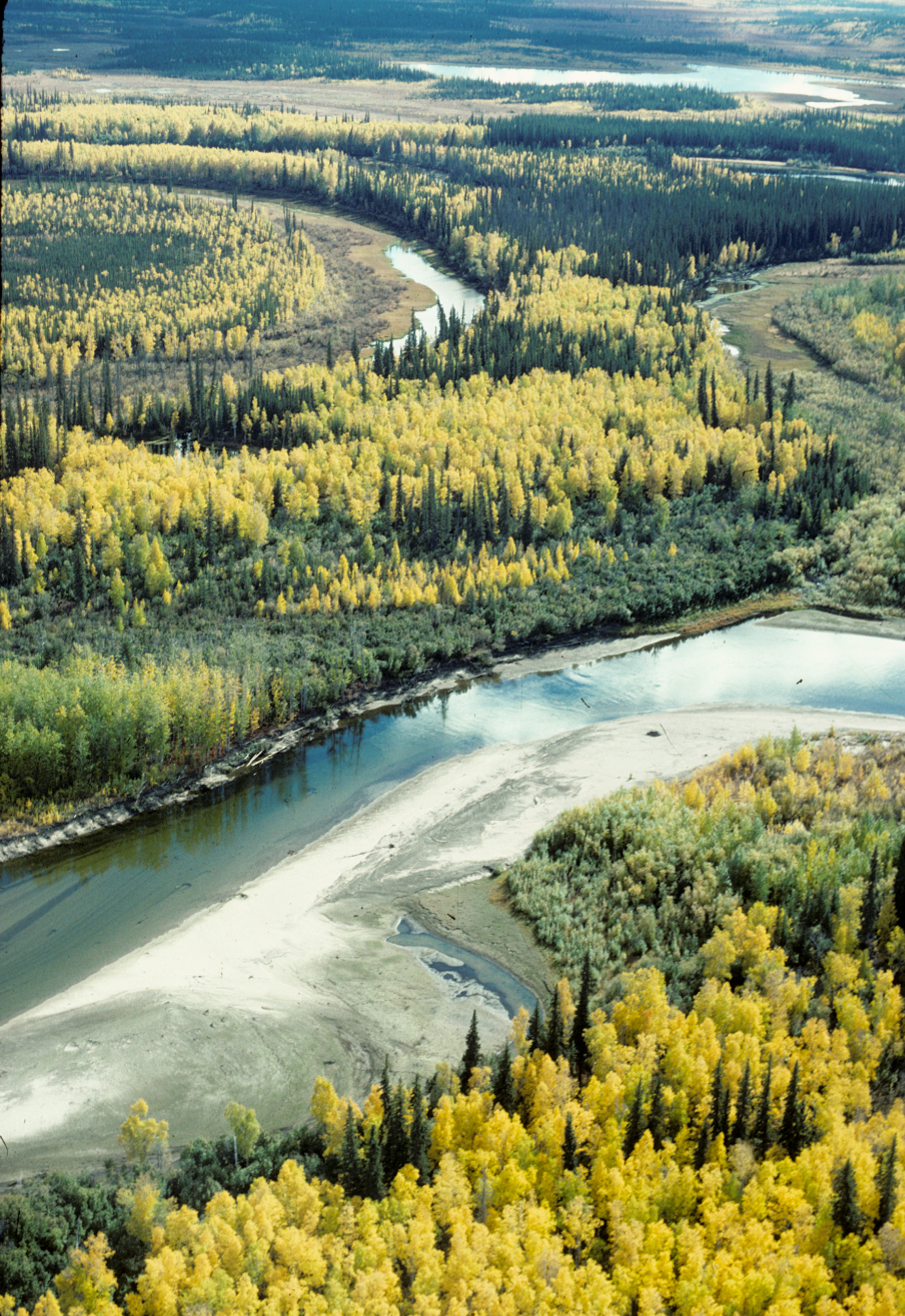
Uma vasta floresta no Canadá.

Vegetação é um termo geral para a vida vegetal de uma região; se refere às formas de vida que cobrem os solos, às estruturas espaciais ou qualquer outra medida específica ou geográfica que possua características botânicas. É mais amplo que o termo flora, que se refere exclusivamente à composição das espécies. É o conjunto de plantas nativas de certo local que se encontram em qualquer área terrestre, desde que nesta localidade haja condições para o seu desenvolvimento. Tais condições são: luminosidade, calor, umidade e solos favoráveis.
Além de possibilitar a existência da vegetação, esses fatores também condicionam suas características. A vegetação suporta funções críticas na biosfera, em todas as possíveis escalas espaciais. Primeiro, a vegetação regula o fluxo de numerosos ciclos biogeoquímicos (ver biogeoquímica), mais criticamente os de água, de carbono e nitrogênio, além de ser um fator importante nos balanços energéticos. Esses ciclos são importantes não somente para os padrões globais de vegetação, mas também para os de clima. Em segundo lugar, a vegetação afeta as características do solo, incluindo seu volume, sua química e textura, por meio da produtividade e da estrutura da vegetação. Também possui importância para a economia mundial, na produção de alimentos, madeira, combustível e outros materiais.

## História do conceito
A distinção entre vegetação (a aparência geral de uma comunidade de plantas) e flora (a composição taxômica de espécies de uma comunidade de plantas) foi feita por Jules Thurmann (1849). Anteriormente, os dois termos (vegetação e flora) eram usados indiscriminadamente, e ainda são, em alguns contextos. Augustin de Candolle (1820) também fez uma distinção parecida, usando, porém, os termos "station" (tipo de habitat) e "habitation" (região botânica). A ideia de vegetação influenciaria, mais tarde, o conceito de bioma, com a inclusão do elemento animal.
Outros conceitos similares a vegetação incluem "fisionomia da vegetação" (Humboldt, 1805, 1807) e "formação" (Grisebach, 1838, derivado de "Vegetationsform", Martius, 1824).
Afastando-se da taxonomia de Lineu, Humboldt estabeleceu uma nova ciência, dividindo a fitogeografia entre taxonomistas (botânicos) que estudavam plantas como táxons e geógrafos que estudavam plantas como vegetação. A abordagem fisionômica no estudo da vegetação é comum entre biogeógrafos trabalhando com vegetações numa escala global, ou quando há escassez de conhecimento taxonômico de uma determinada área (ex., nos trópicos, em que a biodiversidade é relativamente alta).
O conceito de "tipo de vegetação" é mais ambíguo. Certos autores utilizam-no para referir-se a tipos de fisionomia, enquanto outros incluem aspectos florísticos e ecológicos. Além disso, o estudo da vegetação, na abordagem da fitossociologia, depende de uma unidade fundamental, as associações vegetais (grupos de espécies), definidas pela flora.
Um esquema de classificação de vegetação influente, claro e simples foi feito por Wagner & von Sydow (1888). Outros importantes trabalhos com uma abordagem fisionômica incluem: Grisebach (1872), Schimper (1898), Warming (1895, 1909), Tansley e Chipp (1926), Rübel (1930) e Küchler (1967), Ellenberg e Mueller-Dombois (1967).

## Classificação
| Deserto gelado Tundra Taiga Temperada de folhas largas Estepe temperada Floresta úmida subtropical | Mediterrâneo Floresta de monção Deserto Matagal xérico Estepe seca Semideserto | Savana herbácea Savana arborizada Floresta seca subtropical Floresta úmida tropical Tundra alpina Florestas de montanha |

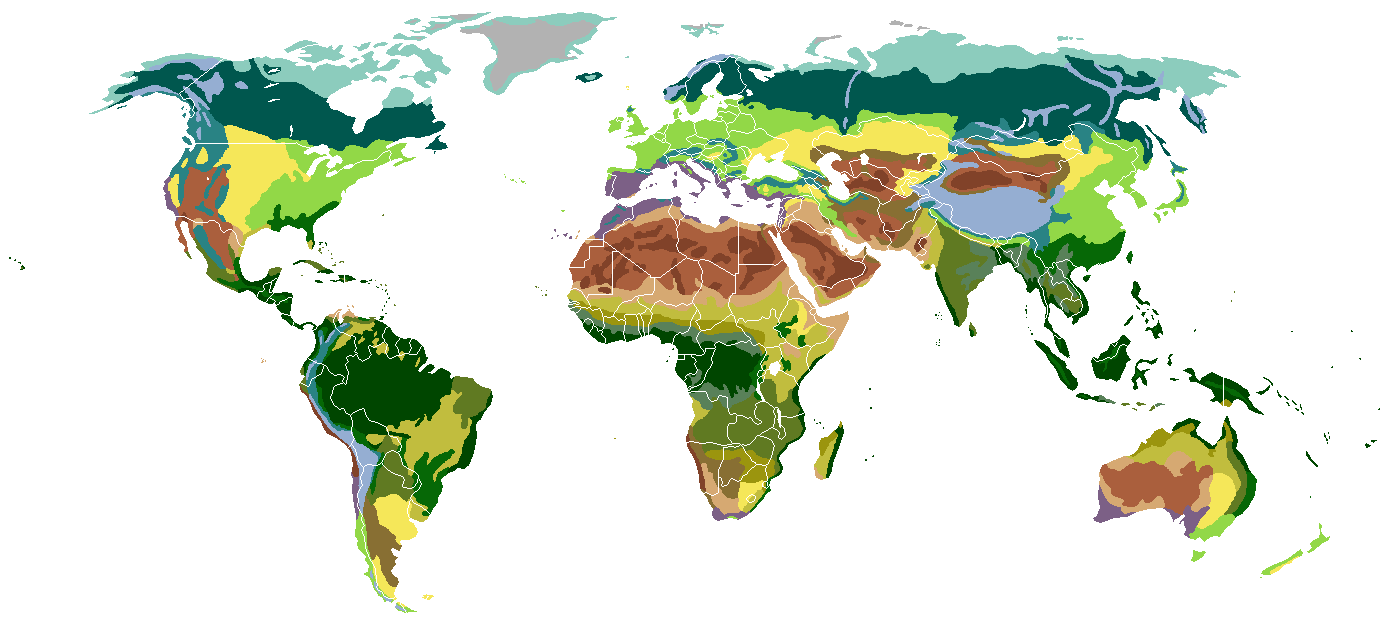
Biomas classificados por vegetação

Grande parte do trabalho sobre a classificação vegetativa provém de ecologistas europeus e norte-americanos, e eles possuem diferentes abordagens. Na América do Norte, os tipos de vegetação são baseados em uma combinações dos seguintes critérios: clima padrão, comportamento do vegetal, fenologia e/ou formulário do crescimento, e espécies dominantes. Na Europa, a classificação baseia-se frequentemente, por vezes inteiramente, na atenção em relação à composição florística (espécie) sozinha, sem referência explícita ao clima, ao crescimento de fenologia ou outras formas. Na forma da América, os níveis hierárquicos, da forma mais geral à mais específica, são os seguintes: sistema, classe, subclasse, grupo, formação, aliança, associação.
Os vegetais necessitam de quantidades de água ou humidade variáveis. Dessa forma, pode se classificar três tipos de vegetação quanto à humidade:
- Vegetação hidrófila: Vegetação adaptada à grande umidade. As raizes desses vegetais são pequenas e as suas folhas são grandes para facilitar a evapotranspiração, além de possuírem caules bastantes desenvolvidos. Exemplo: Bananeira.
- Vegetação xerófila: Vegetação adaptada à aridez. Possui raízes compridas, aprofundando-se bastante no solo para buscar água. Apresenta folhas pequenas e muitas vezes cobertas de ceras, para diminuir a evaporação (perda de água). Possuem também, folhas em forma de espinhos para diminuir a evaporação. Exemplo: Caatinga.
- Vegetação tropófila: Vegetação adaptada à variações de humidade, segundo a estação, seca ou chuvosa. As plantas são de características caducifólios (plantas que perdem as folhas em estações secas ou frias). Exemplo: Cerrados.[5]

## Estrutura

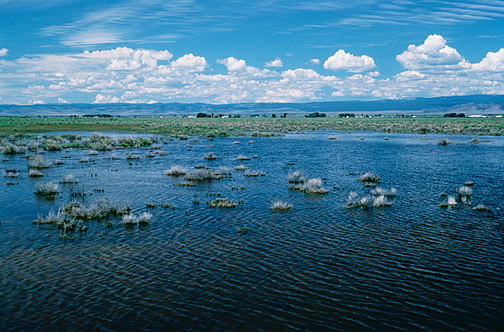
Zonas úmidas de mar doce.

A principal característica da vegetação mundial é a sua estrutura tridimensional, por vezes referida como a sua fisionomia, ou arquitetura. A maioria das pessoas tem uma compreensão dessa ideia através da sua familiaridade com termos como "selva", "mata", "pradaria" ou "várzea"; estes termos evocam uma imagem mental de como é essa aparência vegetacional. Então, "prados" são relvadas, "região tropical" são densas florestas tropicais do mundo, "regiões altas e escuras", savanas de árvores com paisagem coberta de ervas, etc.
Obviamente, uma floresta tem uma estrutura muito diferente da de um deserto ou um quintal gramado.
Os ecologistas possuem uma visão de estrutura em níveis mais detalhados do que isso, mas o princípio é o mesmo. Assim, uma floresta nunca é completamente igual a outra em relação á sua estrutura; as florestas tropicais são muito diferentes das florestas da savana, que diferem das florestas do alpino. As florestas subtropicais brasileiras, por exemplo, possui suas diferenças se comparadas às florestas tropicais, etc.
A estrutura é determinada por uma combinação de interação em fatores históricos e ambientais, e de composição de espécies. Entre a formação da estrutura, conta principalmente a distribuição de vegetais, a altitude e, algumas vezes o clima.